# Danilo Astori
Danilo Ángel Astori Saragosa, född 23 april 1940 i Montevideo, död 10 november 2023 i Montevideo, var en uruguayansk socialdemokratisk politiker. Han var vicepresident 1 mars 2010–15 februari 2015. Mellan 2015 och 2020 var han ekonomi- och finansminister, en post han också hade 2005 till 2008.
Efter att ha förlorat presidentkandidatkampanjen inom Breda fronten mot José Mujica accepterade han att ställa upp som dennes vicepresidentkandidat i presidentvalet 2009.